# Sárga tőkegomba
A sárga tőkegomba (Flammula alnicola) a harmatgombafélék családjába tartozó, Eurázsiában és Észak-Amerikában honos, lombos fák korhadó törzsén élő, nem ehető gombafaj. 

## Megjelenése
A sárga tőkegomba kalapja 3-8 cm széles, alakja domború, idősen széles domborúan vagy majdnem laposan kiterül. Színe élénksárga vagy zöldessárga, közepe idősen rozsdasárgás lehet; gyakran rozsdafoltos. Felszínén nincsenek pikkelyek, nedvesen tapadós. Többnyire csupasz, a szélén szálas vagy apró pikkelykés lehet. A szélén fiatalon fehéres vélummaradványok láthatók.
Húsa halványsárga. Szaga fűszeres, gyakran édeskés, gyümölcsös; íze kesernyés. 
Sűrű lemezei tönkhöz nőttek. Színük fiatalon fehéres vagy halványsárgás, később piszkos barnássárga vagy rozsdabarna. Fiatalon fehéres-sárgás vélum védi őket, amely hamar eltűnik. 
Tönkje 4-8 cm magas és max. 1 cm vastag. Színe sárgás, alja felé barnásvörös. Felülete kissé szálas-pikkelykés. Gallérja szálas, múlékony.
Spórapora rozsdabarna. Spórája elliptikus, sima, mérete 8-10 x 4-5,5 µm. 

### Hasonló fajok
Az ízletes tőkegomba és a fűz-tőkegomba hasonlít hozzá. 

## Elterjedése és termőhelye
Eurázsiában és Észak-Amerikában honos. Magyarországon ritka. 
Lombos fák (éger, kőris, bükk, nyír stb.) korhadó törzsén, ágain található meg, gyakran csoportosan. Szeptember-októberben terem. 

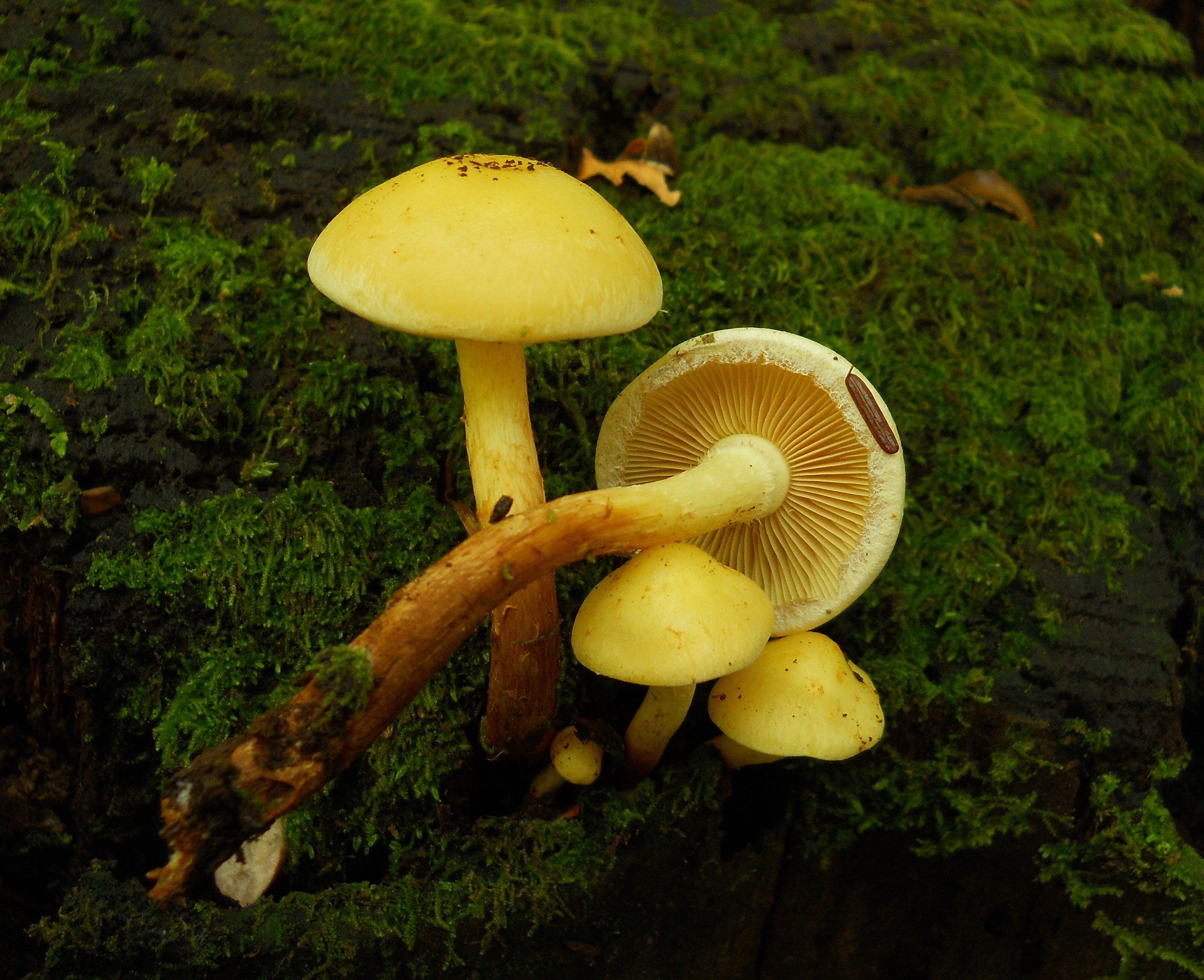
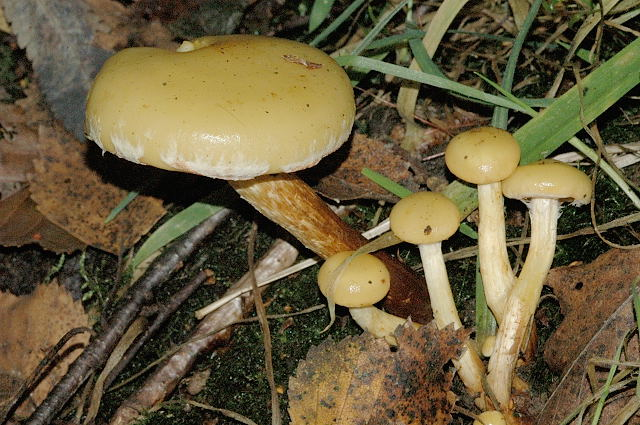
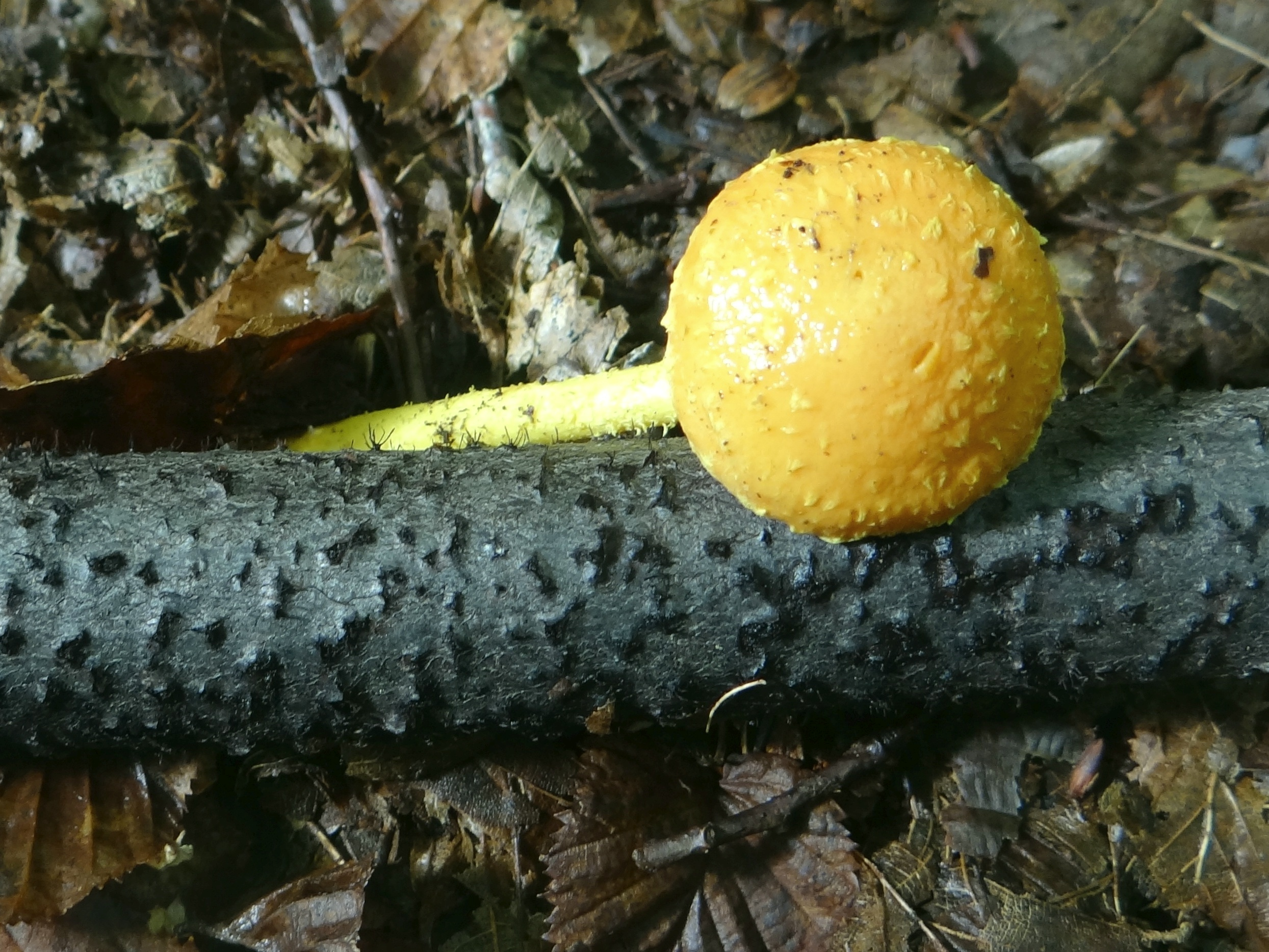
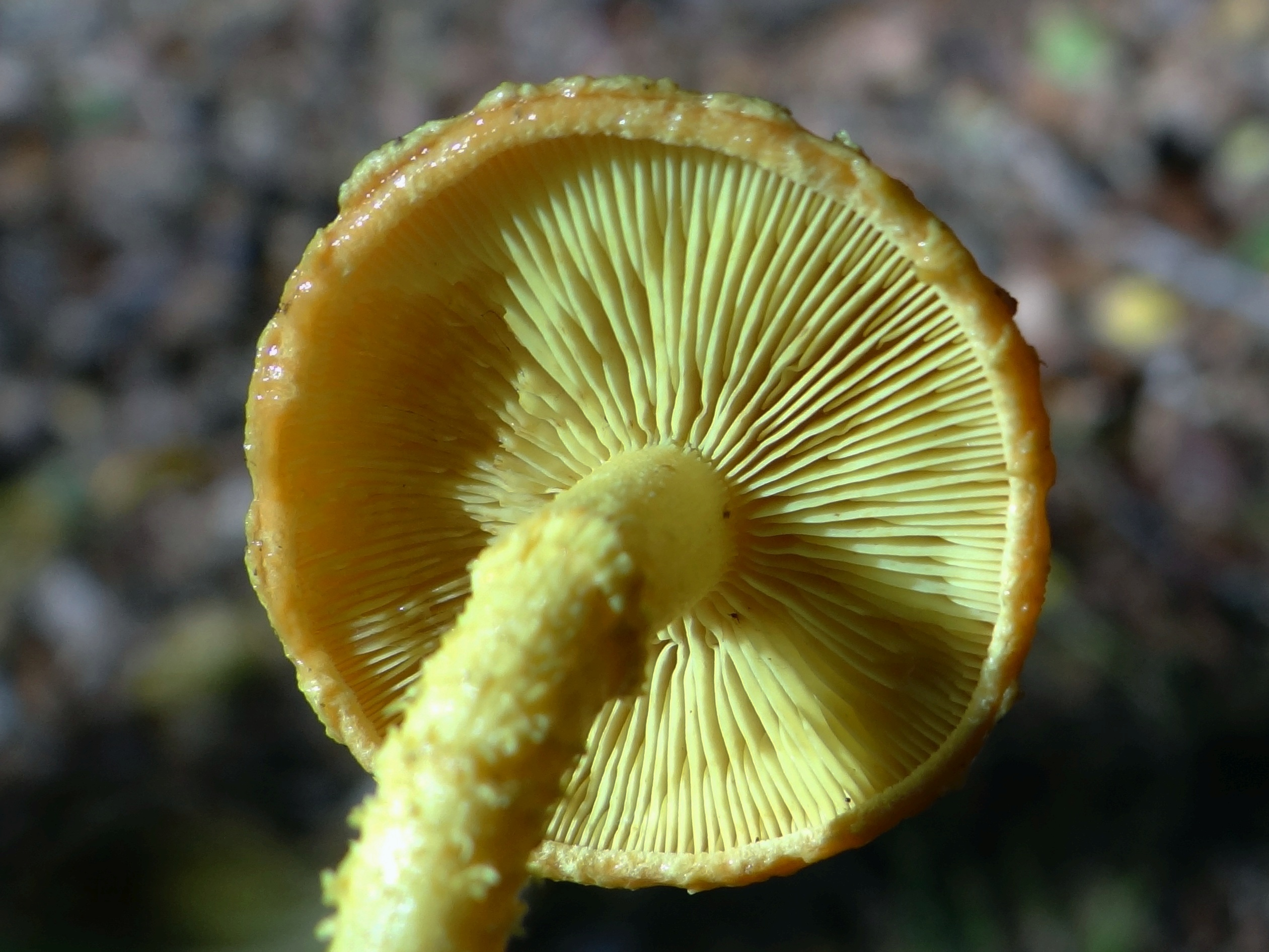
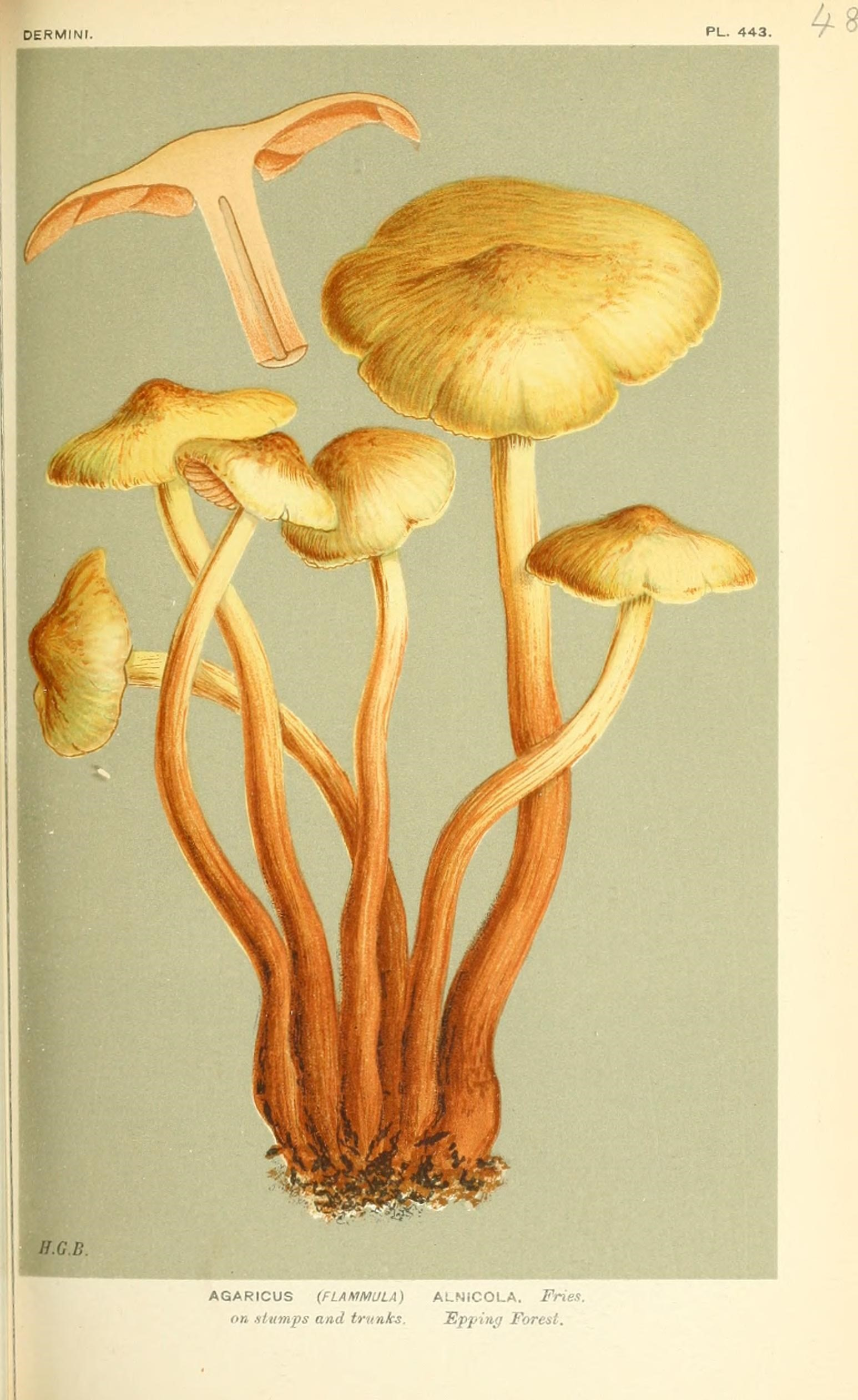

Nem ehető.    